# Intermesoli
Intermesoli è una frazione, che conta 91 abitanti, del Comune italiano di Pietracamela, nella Provincia di Teramo, in Abruzzo. 
L’abitato è di antiche origini e, per quanto non risultino testimonianze scritte antecedenti al XIII secolo, alcuni studiosi lo fanno risalire all’epoca romana.

## Geografia fisica

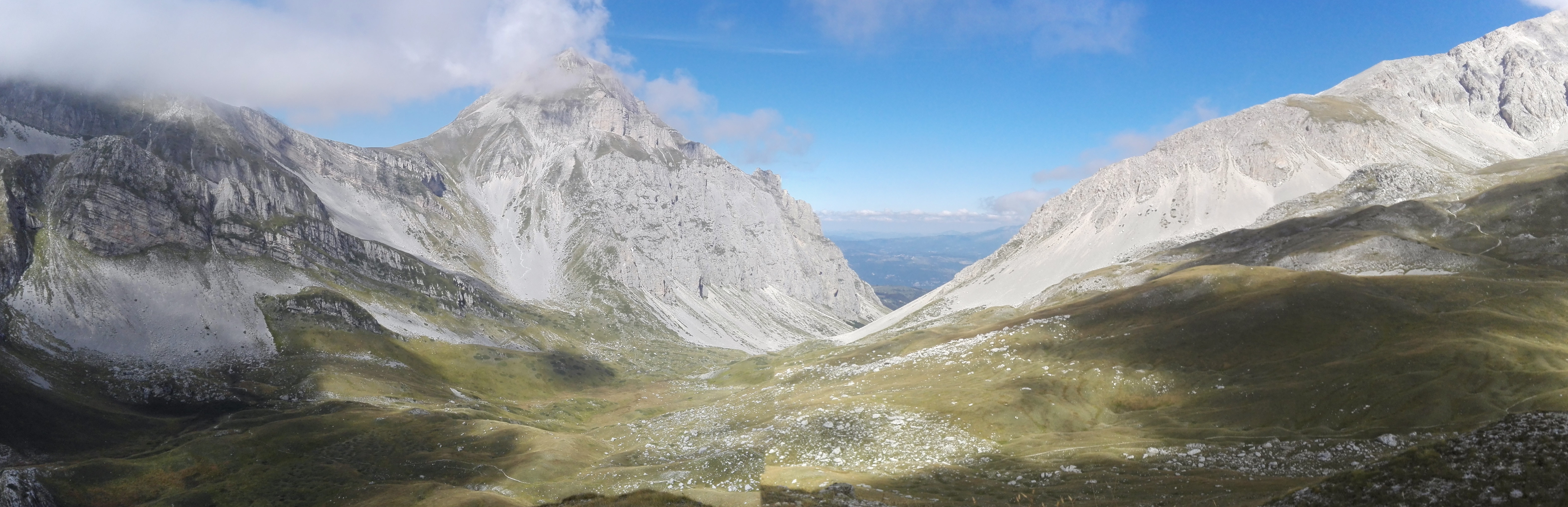
Pizzo Intermesoli, che si trova nel territorio del territorio dell’omonima frazione

Intermesoli si trova nel cuore del Parco Nazionale del Gran Sasso e Monti della Laga, sotto Pizzo Intermesoli, la terza vetta del massiccio del Gran Sasso. È situato a metà strada fra il suo capoluogo comunale, Pietracamela, dalla quale lo separano 1,59 chilometri in linea d’aria (circa 5 chilometri di strada), e Fano Adriano, dal quale lo separano 1,60 chilometri in linea d’aria (circa 3,5 chilometri di strada).

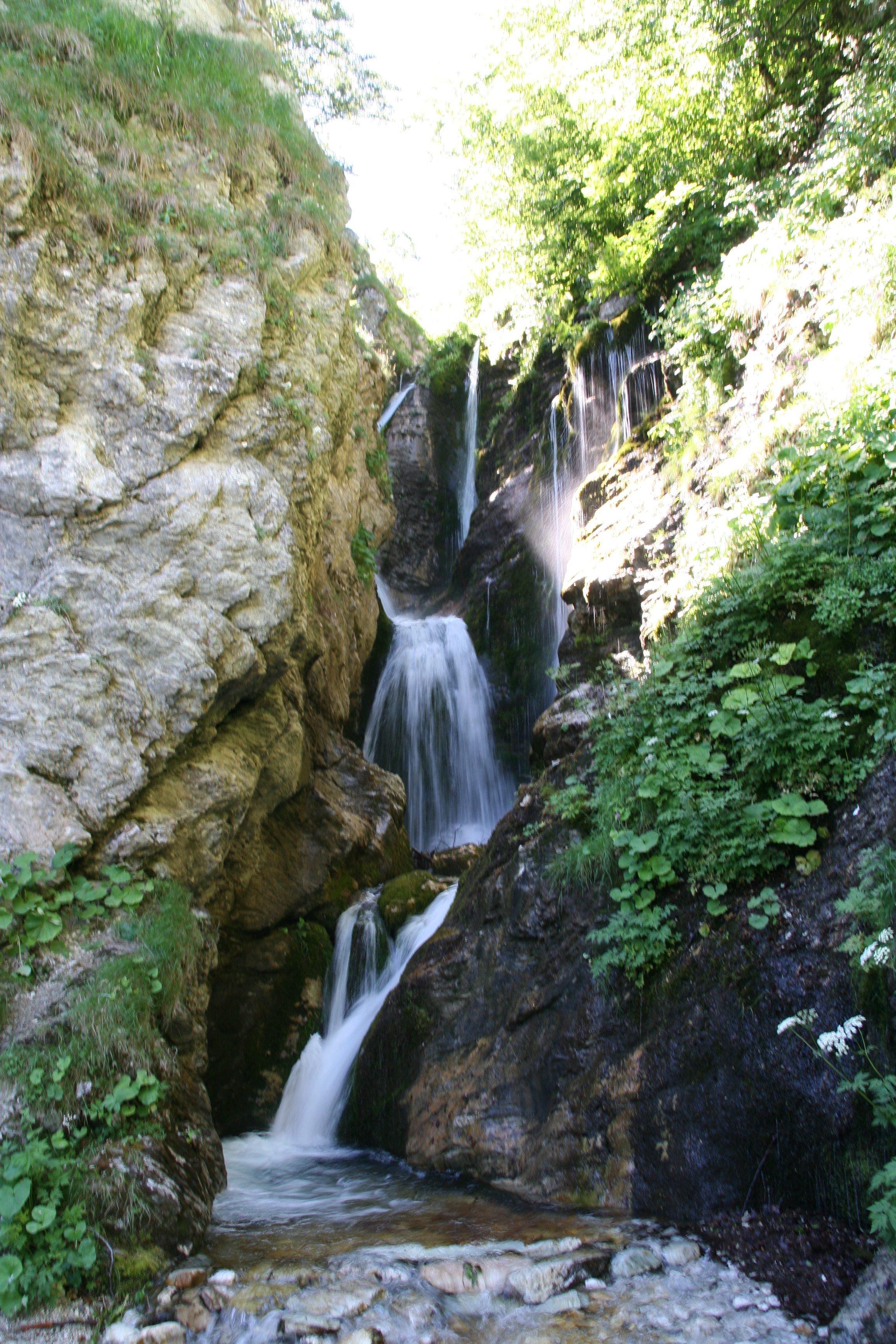
Il Rio Arno

Nel paese scorre un piccolo fiume: il Rio Arno.

## Origini del nome
Secondo alcune fonti, il toponimo Intermesoli deriverebbe da “Intermezula”, contenuto nel nome di una chiesa (“Santa Maria de Intermezula”) che un tempo era sita non distante dall’attuale borgo. 
Il toponimo (latinizzato in alcuni documenti ufficiali del Quattrocento in “Intermesulum”) sarebbe successivamente transitato in “Intermesulo”, “Intermesule” e “Intermesuli”, per poi divenire definitivamente Intermesoli.

## Storia
Sebbene, secondo alcuni studiosi, Intermesoli potrebbe essere stata fondata in epoca romana, le prime notizie certe sull’esistenza del borgo risalgono solo al Trecento. Si tratta di un documento, conservato nell’archivio diocesano di Penne (PE), nel quale si apprende come a quel tempo nel paese esistessero due distinte parrocchie: quella di San Lorenzo Martire e quella di Santa Maria Assunta. Ciò potrebbe essere segno che inizialmente vi fossero due centri separati, poi unitisi.
Nel Basso Medioevo e nel Rinascimento Intermesoli ebbe un forte incremento demografico, tant’è che nel 1525 risultavano residenti 122 nuclei familiari soggetti a tassazione, oltre ad un numero imprecisato di famiglie non tassate. La crescita della popolazione fu possibile grazie alla florida economia che il paese aveva a quel tempo e che mantenne fino al XIX secolo: vi erano terreni coltivati sino in alta montagna; era diffusa la pastorizia e con essa la lavorazione della lana; nel centro lavoravano numerosi artigiani, in particolar modo intagliatori di legno. 
Con i proventi di tali attività, fra il Cinquecento e il Seicento, furono realizzate nuove abitazioni e una nuova chiesa parrocchiale, dedicata a San Rocco, per ringraziarlo per la sua intercessione durante l’epidemia di peste che aveva colpito la zona.
Tuttavia, dall’inizio del Novecento ebbe inizio lo spopolamento del paese, causato dalle migrazioni dapprima verso gli Stati Uniti, successivamente soprattutto dirette verso il Canada e Roma.

## Monumenti e luoghi d'interesse
Chiesa di San Rocco

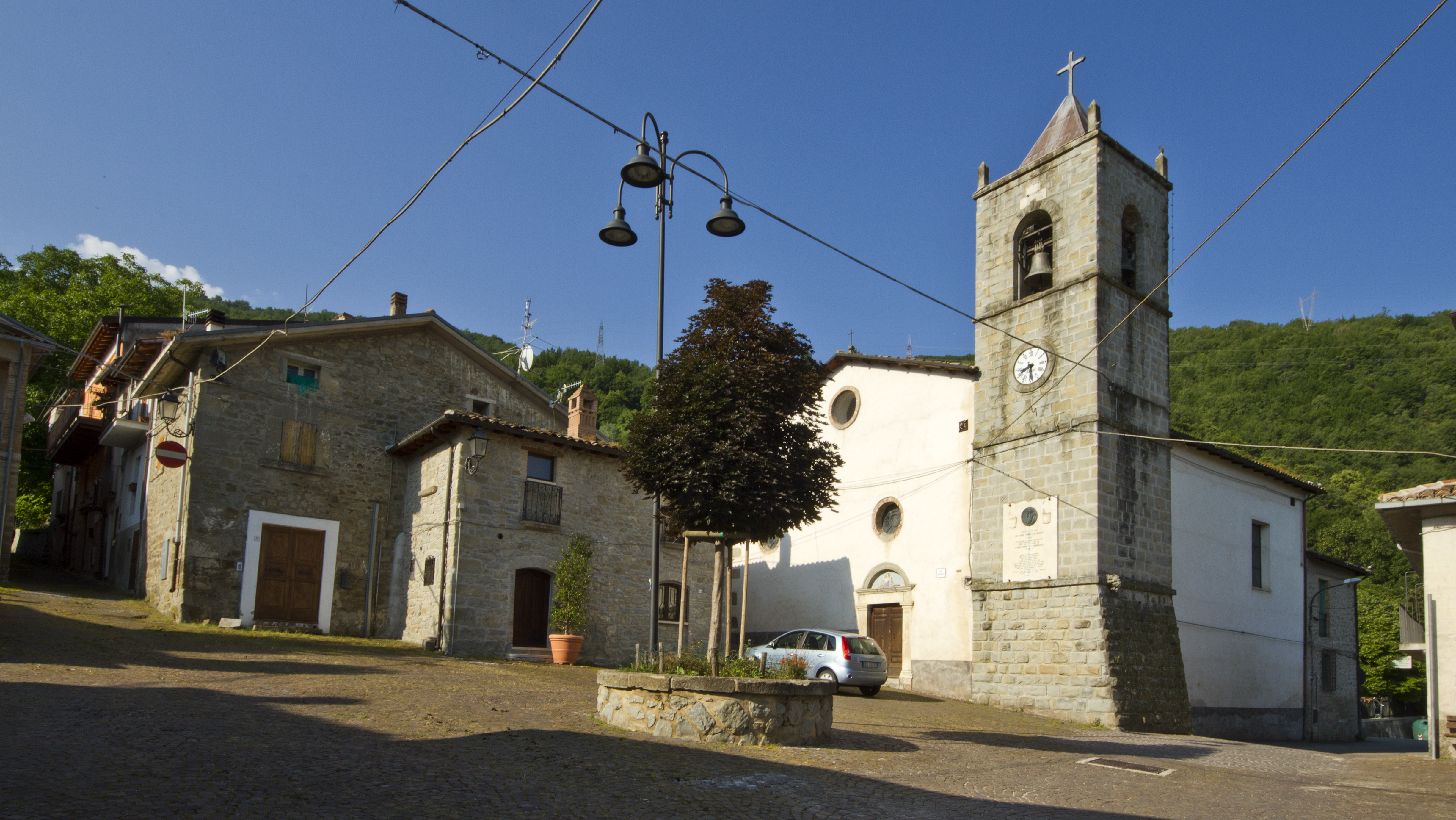
La piazza di Intermesoli. La chiesa di San Rocco è sulla destra

Il piccolo edificio sacro si eleva nella piazza principale del paese. Il periodo di edificazione della chiesa risalirebbe al XVI secolo, quando fu probabilmente eretta e dedicata a san Rocco, protettore degli appestati e dei piagati, come altre in provincia di Teramo, durante l'epidemia di peste che colpì il territorio tra il 1528 e il 1529. L'età di costruzione risulta avvalorata anche dalla presenza della data 1530 (A.D.M.D.XXX) riportata sull'architrave del portale d'ingresso. Oltre all'anno, sul soprassoglio, si trovano scolpiti anche il trigramma bernardiniano IHS e un versetto del Pange Lingua di sant'Agostino che così recita: «SOA . FIDES . SVFFICIT». La facciata si delinea con caratteristiche di semplice essenzialità, corredata da un campanile a vela che accoglie una sola campana. Rifinita a murazione liscia è aperta da due monofore allungate con arco a tutto sesto, definite da cornici in pietra, simmetriche rispetto all'asse centrale del prospetto.  All'interno, l'aula sacra, scandita in una sola navata, si mostra abbellita da un unico altare e dalla presenza delle effigi statuarie di sant'Antonio da Padova, san Rocco e la Madonna, vestita di bianco, con in braccio il Gesù Bambino.

## Cultura
Nel 2021 ad Intermesoli è stato girato il film-documentario Sacro Moderno, di Lorenzo Pallotta, che parla dello spopolamento del paese e dei territori circostanti e del tentativo di mantenerne vive le tradizioni .